# Кильмансегг, Августа Шарлотта фон
графиня Августа Шарлотта фон Кильмансегг (нем. Auguste Charlotte von Kielmannsegg; ур. фон Шёнберг, в первом браке цу Линар; 18 мая 1777, Hermsdorf, Баутцен — 26 апреля 1863 или 29 апреля 1863, Дрезден, Германский союз) — немецкая аристократка, рьяная сторонница Наполеона, персонаж ряда исторических легенд.

## Биография

### Факты
Родилась в 1777 году в окрестностях Дрездена (тогда — курфюршество Саксония) в семье гофмаршала курфюрста саксонского  Петера Августа фон Шёнберга (1732—1791). В 1796 году, не достигнув ещё 20 лет, была выдана замуж за графа Рохуса Августа цу Линара (1773—1800), богатого землевладельца. Брак с самого начала не задался и закончился ранней смертью (в возрасте около 27 лет), казалось бы, полностью здорового супруга, причём его единственной наследницей оказалась нелюбимая вдова.
В 1802 году графиня повторно вышла замуж, на этот раз — за графа Фердинанда фон Кильмансегга (1777—1856), влиятельного ганноверского аристократа. Трое братьев Кильмансегг — Людвиг, Фридрих  и младший, Фердинанд,  были доверенными лицами английского короля, который одновременно являлся курфюрстом Ганновера. Людвиг, к тому же, был женат на дочери фельдмаршала Вальмодена — главнокомандующего Ганноверской армией и (как повсеместно предполагалось) внебрачного сына английского короля Георга II от его постоянной любовницы Амалией фон Вальмоден. Сын фельдмаршала, генерал Вальмоден, был австрийским и русским военачальником, близким к царю Александру I. Другую свою дочь фельдмаршал выдал за барона Штейна, прусского министра и реформатора.
После того, как в следующем, 1803 году, Наполеон аннексировал Ганновер, а армия под руководством Вальмодена не смогла оказать ему серьёзного сопротивления, семьи Кильмансеггов и Вальмоденов, имевшие прочные связи при английском, австрийском, прусском, а позднее и русском дворе, превратились, фактически, в эпицентр антинаполеоновских интриг в Германии в то время.
Как назло, новоиспечённая графиня была страстной поклонницей Наполеона. Известно, что в конце жизни она даже коллекционировала вещи, связанные с Наполеоном Бонапартом, и что в молодости она была дружна с герцогиней Саган, любовницей Талейрана. Не удивительно, что графиню подозревали в том, что она шпионила для Наполеона, для Талейрана или же для обоих.
В 1809 году Фердинанд фон Кильмансегг разошёлся с женой, от которой имел к тому времени двух детей, после чего она вернулась в Дрезден. В 1822 году перешла из протестантизма в католичество. Вторую половину 1820-х годов она провела в Баварии, где приобрела поместья, после чего снова вернулась в Саксонию. Там она проживала в старинном вассершлоссе (замке посреди искусственного озера), наполненном мемориальными вещами и портретами Наполеона.

### Слухи
Графиню Кильмансегг еще при жизни окружали различные слухи, которые позднее много раз воспроизводились в мемуарных источниках и книгах различного качества, изданных в Германии в последующие годы. 
Основные слухи были следующие:

Йозеф Матиас Грасси. Портрет графини цу Линар (во втором браке — Кильмансегг), 1800 год.

- Настоящим отцом графини был не саксонский гофмаршал, а заключённый в дрезденскую тюрьму итальянский маркиз. Такой слух мог возникнуть ретроспективно, в силу авантюрного характера графини.
- Ещё при жизни первого мужа её любовником стал художник итальянского происхождения Йозеф Матиас (Джузеппе) Грасси, весьма популярный в то время портретист, работавший в Германии. Грасси действительно выполнил в 1800 году портрет графини; всё остальное относится к сфере слухов.
- Графиня отравила первого мужа, графа цу Линара. Считается, что сама она никогда публично не опровергала этот слух.
- За убийство супруга на графиню охотились представители немецкого суда народных мстителей — фемгерихта (но почему-то так и не настигли).
- Графиня была любовницей Наполеона (в соответствии с самой радикальной версией этого слуха, почти 20 лет, с конца 1790-х годов до 1814 или даже 1815). Графиня действительно не скрывала своего восхищения Наполеоном, особенно в поздние годы. Ответная реакция Наполеона (если она вообще существовала) неизвестна.
- Графиня была любовницей Талейрана (слух, куда менее популярный, чем предыдущей).
- Графиня имела внебрачного сына от Наполеона. Этот слух (также бездоказательный) уже при жизни графини был так популярен, что дрезденский простолюдин по имени Эрнст Граф официально добивался признания в качестве сына графини и Наполеона Бонапарта, но был поднят обывателями на смех и бросился в Эльбу.
- Графиня шпионила за своим мужем и его родными для французов (точка зрения, практически общепринятая, но лишённая доказательств).
- Графиня после падения Наполеона находилась под постоянным надзором полиции, причём как в Саксонии, так и в Баварии (не исключено).
- Графиня навещала Наполеона во время его первой ссылки на остров Эльба (этот слух распространяли служанки графини; более ничем не подтверждено).
- Когда Наполеон находился в ссылке на острове Святой Елены, графиня пыталась установить контакты с членами его семьи в Италии (не подтверждено).
- Графиня деятельно способствовала восстанию 1848 года в Саксонии, которая было частью общенемецкой революции 1848 года, и была тесно связана с лидером повстанцев Робертом Блюмом (не доказано).

Одним словом, всю жизнь (по крайней мере, с 1800 года, когда скончался её первый муж, граф цу Линар) графиня имела чудовищную репутацию отравительницы, шпионки, революционерки и бонапартистки. При этом она имела пятерых законных детей (трёх от первого брака и двух от второго), из которых до взрослого возраста дожили трое — два сына (граф цу Линар и граф фон Кильмансегг) и дочь от второго брака, ставшая католической монахиней. Графиня была богата и независима, имела замки и поместья на территории Баварии и Саксонии и, кажется, не слишком переживала по поводу многочисленных слухов, её окружавших, так как дожила до глубокой старости и скончалась в своём замке в окрестностях Дрездена в 1863 году.

## Мемуары
- Gertrude Aretz (Hrsg.): Memoiren der Gräfin Kielmannsegge über Napoleon I. P. Aretz, Dresden 1927